# دراپیا
دراپیا (به ایتالیایی: Drapia) یک کومونه در ایتالیا است که در استان ویبو والنتیا واقع شده‌است.

## خصوصیات
دراپیا ۲۱٫۵ کیلومترمربع مساحت و ۲٬۱۹۷ نفر جمعیت دارد و ۲۶۲ متر بالاتر از سطح دریا واقع شده‌است.